# ТЕС Аркос-де-ла-Фронтера
ТЕС Аркос-де-ла-Фронтера – теплова електростанція на півдні Іспанії, неподалік від міста Кадіс.
В 2005 році на майданчику станції ввели в дію два однотипні парогазові блоки комбінованого циклу потужністю по 400 МВт, в кожному з яких одна газова турбіна живить через котел-утилізатор одну парову турбіну. Паливна ефективність таких блокив складає 56,7%.
В 2006-му став до ладу третій парогазовий блок потужністю 800 МВт, в якому дві газові турбіни потужністю по 265 МВт живлять через відповідну кількість котлів-утилізаторів одну парову турбіну. Паливна ефективність третього блоку дорівнює 58%.
Як паливо станція використовує природний газ, що надходить по відгалуженню від трубопроводу Таріфа – Кордова.
Для видалення продуктів згоряння кожна з газових турбін третього блоку отримала димар заввишки 60 метрів.
Для охолодження використовують воду із водосховища Guadalcacín на річці Majaceite.
Видача продукції відбувається під напругою 400 кВ.